# Liste der Monuments historiques in Locoal-Mendon
Die Liste der Monuments historiques in Locoal-Mendon führt die Monuments historiques in der französischen Gemeinde Locoal-Mendon auf.

## Liste der Bauwerke
| Bezeichnung                 | Beschreibung | Standort                       | Kennzeichnung | Schutzstatus | Datum | Bild |
| --------------------------- | ------------ | ------------------------------ | ------------- | ------------ | ----- | ---- |
| Allée couverte de Mané-Bras |              | (Lage)                         | PA00091397    | Classé       | 1921  |      |
| Kreuz von Le Moustoir       |              | Le Moustoir (Lage)             | PA00091401    | Inscrit      | 1937  |      |
| Kreuz von Pen-er-Pont       |              | Locoal (Lage)                  | PA00091403    | Inscrit      | 1935  |      |
| Dolmen Mané-er-Loh          |              | (Lage)                         | PA00091399    | Classé       | 1921  |      |
| Dolmen von Locqueltas       |              | (Lage)                         | PA00091398    | Classé       | 1921  |      |
| Kirche St-Pierre            |              | Mendon (Lage)                  | PA00091400    | Inscrit      | 1925  |      |
| Lech de Men-er-Menah        |              | (Lage)                         | PA00091404    | Inscrit      | 1937  |      |
| Lech de Pen-er-Pont         |              | C.V. de Mendon à Locoal (Lage) | PA00091405    | Classé       | 1942  |      |
| Trois croix du Moustoir     |              | Chemin des Trois-Croix (Lage)  | PA00091402    | Inscrit      | 1935  |      |